# Saint-Bris-le-Vineux
Saint-Bris-le-Vineux is een gemeente in het Franse departement Yonne (regio Bourgogne-Franche-Comté) en telt 1045 inwoners (1999). De plaats maakt deel uit van het arrondissement Auxerre.
De gemeente ligt in het gelijknamige wijngebied waar net als het nabijgelegen Chablis voornamelijk witte bourgogne wijnen worden geproduceerd.

## Geografie
De oppervlakte van Saint-Bris-le-Vineux bedraagt 30,8 km², de bevolkingsdichtheid is 33,9 inwoners per km².
De onderstaande kaart toont de ligging van Saint-Bris-le-Vineux met de belangrijkste infrastructuur en aangrenzende gemeenten.

## Demografie
Onderstaande figuur toont het verloop van het inwonertal (bron: INSEE-tellingen).